# اسحاق (نام)
اسحاق یا اسحق (‎/ˈɪs.hɑːk/‎ ISS-hahk; عربی: اسحاق / لاتین‌نویسی الا-ال‌سی: Isḥāq)اسم کوچک مذکر و صورت عربی، آیزاک است.

## افراد دارای این نام
- اسحاق بلفضیل،
- اسحاق جهانگیری
- اسحاق هرتزوگ
- اسحاق رابین
- اسحاق خانزادی
- اسحاق قویدل